# Gebhard Leberecht von Blücher

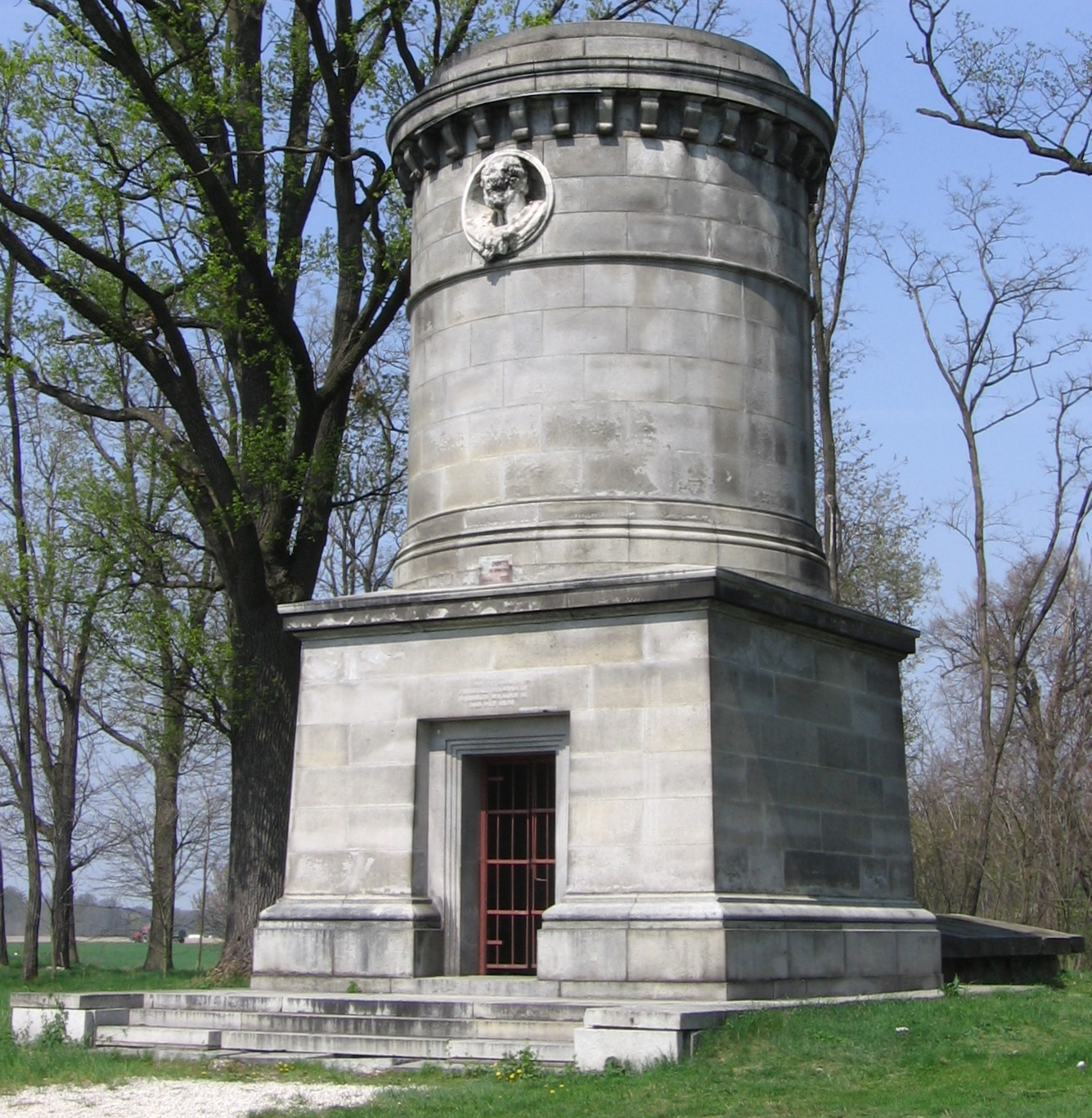
Mauzoleum Blüchera w Krobielowicach

Gebhard Leberecht Fürst Blücher von Wahlstatt (ur. 16 grudnia 1742 w Rostocku, zm. 12 września 1819 w Krobielowicach) – książę, żołnierz, feldmarszałek Królestwa Prus, dowódca armii pruskiej w bitwie pod Waterloo, Kaczawą, Lipskiem, Budziszynem, Lützen, Brienne-le-Château, Craonne, Laon, a także w trakcie kampanii sześciodniowej.

## Życiorys

### Pierwszy okres służby wojskowej
Jako małoletni służył w wojsku szwedzkim. W 1760 r. wstąpił do armii pruskiej, do Regimentu Huzarów w Słupsku, dowodzonego przez generała Wilhelma Sebastiana von Bellinga (od 1861 Regimentu Huzarów nr 8). W tej jednostce jako adiutant dowódcy brał udział między innymi w działaniach na Pomorzu i w Wielkopolsce w czasie I rozbioru Polski. W tym czasie prowadził hulaszczy tryb życia. Dopiero w 1771 awansowano go do stopnia kapitana kawalerii. Gdy wniósł zażalenie, został ukarany kilkumiesięcznym aresztem. Wobec braku perspektyw i niejako zmuszony, w 1773 rozstał się z wojskiem. Król Prus Fryderyk Wielki, mimo starań czynionych przez Blüchera, odmówił mu prawa do służby w wojsku.

### Ziemianin
Po odejściu z wojska ożenił się z siedemnastoletnią baronessą Caroline Amelie von Mehling i dzięki funduszom jej rodziców zakupił majątek i rozpoczął życie ziemianina. Nie miał jednak talentu w prowadzeniu gospodarstwa i nadal prowadził hulaszczy tryb życia. W niedługim czasie popadł w ogromne długi. Po śmierci Fryderyka Wielkiego podjął ponowne starania o przyjęcie go do służby wojskowej u nowego władcy Fryderyka Wilhelma II.

### Drugi okres służby wojskowej
Ponownie wstąpił do wojska w 1787 r. Został przyjęty w stopniu majora kawalerii do swojej starej jednostki, którą później w latach 1794–1819 dowodził. Był to późniejszy słynny 5 Pomorski Regiment Husarski, zwany od koloru kurtek Regimentem Czerwonych Huzarów. Jednostka stacjonowała w Słupsku, jednak w tamtym czasie żołnierze nie byli skoszarowani, lecz mieszkali u mieszkańców miasta w kwaterach prywatnych. Aby regiment nie stanowił ciężaru dla Słupska, część jego pododdziałów była rozlokowana w okolicznych miejscowościach. Jeden ze szwadronów, którego dowódcą w 1787 został jako major, stacjonował od 1774 w Miastku.
Problemy finansowe z czasów ziemiańskich sprawiły, że sprzedał majątek i sprowadził żonę z dziećmi do Miastka. W 1788 awansowany na podpułkownika, a w 1790 na pułkownika. 17 czerwca 1791 zmarła jego żona, którą pochowano pod posadzką miasteckiego kościoła.
Po śmierci małżonki wziął udział ze swoim regimentem w wojnie z Francją w latach 1792–1795. W roku 1807 mianowano Blüchera dowódcą okręgu pomorskiego i gubernatorem, dwa lata później zaś skierowano go do Stargardu i awansowano do stopnia generała broni. Tam zajmował się modernizacją i szkoleniem armii. W czasie ofensywy Napoleona w 1806/1807 brał czynny udział w walkach. W czasie VI koalicji antyfrancuskiej i odwrocie Wielkiej Armii cesarza Francuzów Napoleona Bonaparte został wybrany głównym wodzem Armii Śląskiej, której głównym kwatermistzrem był August Neidhardt von Gneisenau. W Bitwie pod Lipskiem dowodził prawym skrzydłem koalicji.
Po powrocie napoleona z Elby został głównodowodzącym wojsk pruskich podczas tzw. 100 dni Napoleona. Pod Waterloo w 1815 głównodowodzący prawym skrzydłem koalicji. Po kongresie wiedeńskim książę otrzymał pałac w Krobielowicach (z dawnych dóbr klasztornych).

### Działalność społeczna na ziemi prudnickiej

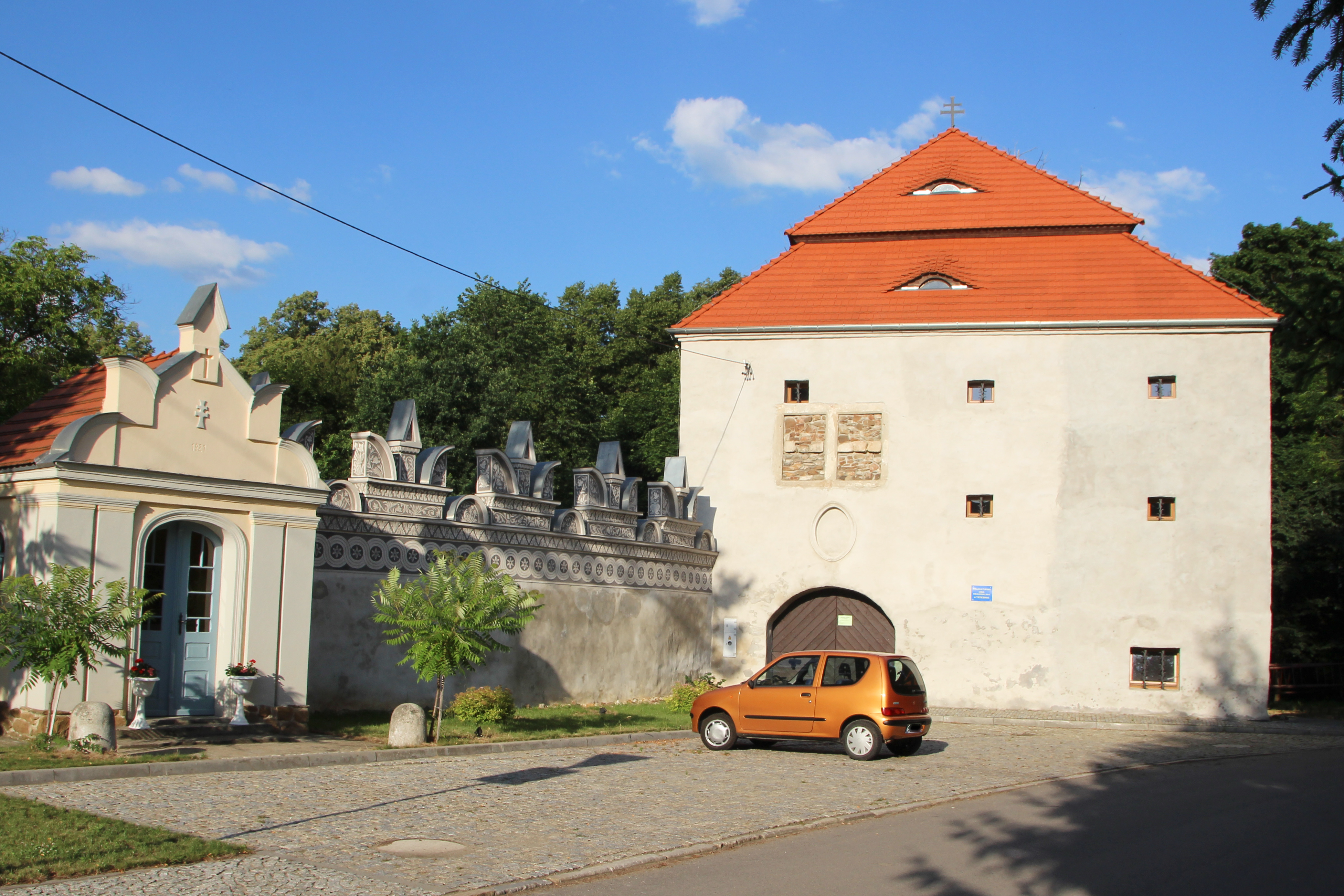
Dwór w Trzebini

W 1812 Fryderyk Wilhelm III Pruski przekazał Blücherowi dobra na ziemi prudnickiej. W listopadzie tego samego roku Blücher wydzierżawił Trzebinę, Miłowice, Wierzbiec i Włóczno Jerzemu Hübnerowi w zamian za 2000 talarów, zwoje płótna lnianego oraz przędzę. W Trzebini przebywała również jego małżonka Katarzyna Amelia z domu Colomb, córka Fryderyka i bratanica von Gaudi. Podczas zamieszkiwania na ziemi prudnickiej finansował rodziny poległych żołnierzy, przekazywał codziennie miejscowemu proboszczowi po kilka litrów piwa i płacił lekarzowi z Prudnika za leczenie ubogich chorych. Dzięki jego staraniom w Trzebini powstało uzdrowisko nazywane „Źródłem Blüchera” (zostało zniszczone wraz z zamkiem w wyniku walk o Prudnik w 1945). Swoje posiadłości sprzedał w 1817 Franzowi Hübnerowi za 67 000 talarów.

### Śmierć
Marszałek von Blücher zmarł 12 września 1819 r. w swoim pałacu w Krobielowicach. Ciało marszałka pierwotnie spoczęło w Wojtkowicach. Rok po śmierci marszałka pochowano go w krypcie na wzniesieniu, które sam za życia wybrał. Dopiero po wielu latach, w 1853r. wzniesiono mauzoleum na Jego cześć przed kryptą od strony drogi. 28 sierpnia 1853 nastąpił uroczysty pogrzeb na który przybył Fryderyk Wilhelm IV, wielu notabli oraz około 20-tysięczny tłum. W 1945 r. tereny te były pod kontrolą Sowietów, którzy pod znacznym wpływem alkoholu sprofanowali grób marszałka oraz jego żony i córki, wyciągając zmumifikowane zwłoki z miedzianych trumien i ciągnąc je, przywiązane do liny, za motocyklem po okolicy. Nad rozrzuconymi na poboczach dróg szczątkami zlitował się proboszcz pobliskiej Sosnówki i pochował je w nieoznaczonej trumnie w kryptach kościoła. Pojedyncze kości były zbierane do 1968 r., a wejście do krypty za mauzoleum ostatecznie zamurowano.

## Ocena
Jeden z najważniejszych pruskich dowódców okresu wojen napoleońskich. Książę Blücher von Wahlstatt był człowiekiem wielkiej odwagi – brał czynny udział w walkach pomimo podeszłego wieku; był wielokrotnie ranny. Jego żołnierze nazywali go papą Blücherem.
Za zwycięstwo nad Cesarstwem Francuskim otrzymał gwiazdę do Wielkiego Krzyża Żelaznego, co było najwyższym odznaczeniem wojskowym Królestwa Prus.
Odznaczenie to przyjęło później nazwę od nazwiska feldmarszałka – Blücherstern. Od jego nazwiska nazwę bierze też typ pruskiej szabli (Blüchersäbel).

## Pozostałe informacje
- w 1814 przez Fryderyka Wilhelma III podniesiony do godności księcia von Wahlstatt
- Od 1816 Honorowy Obywatel Miasta Hamburga.
- 6 lutego 1782 wstąpił do stargardzkiej loży wolnomularskiej Augusta pod złotą koroną[6].
- Nazywany był Marschall Vorwärts (Marszałek Naprzód).

## Odznaczenia
Odznaczenia marszałka Blüchera to między innymi:
- Order Orła Czarnego
- Order Pour le Mérite
- Gwiazda Krzyża Wielkiego Krzyża Żelaznego
- Krzyż Wielki Orderu Zasługi Wojskowej Karola Fryderyka (Badenia)
- Order Słonia (Dania)
- Order Łaźni I klasy (Wielka Brytania)
- Krzyż Wielki Orderu Gwelfów (Hanower)
- Krzyż Wielki Orderu Lwa Złotego (Hesja)
- Krzyż Wielki Orderu Wojskowego Wilhelma (Niderlandy)
- Krzyż Wielki Orderu Marii Teresy (Austria)
- Order Świętego Andrzeja (Imperium Rosyjskie)
- Order Świętego Jerzego I klasy (Imperium Rosyjskie)
- Broń Złota „Za Waleczność” (Imperium Rosyjskie)
- Order Królewski Serafinów (Szwecja)
- Krzyż Wielki Orderu Karola III (Hiszpania)
- Krzyż Wielki Orderu Zasługi Wojskowej (Toskania)